# Lez (Haute-Garonne)
Pour les articles homonymes, voir Lez.
Lez [lɛz] est une ancienne commune de la Haute-Garonne. Le 1er janvier 2019, elle fusionne avec Saint-Béat pour former la commune de Saint-Béat-Lez.
Ses habitants sont appelés les Léziens.

## Géographie
La commune de Lez est située dans les Pyrénées, dans le Comminges, à 37 km au sud-ouest de Saint-Gaudens. Elle est bordée à l'ouest sur environ un kilomètre par la Garonne qui la sépare de Saint-Béat.

### Communes limitrophes
Lez est limitrophe de quatre autres communes, dont Arlos au sud-ouest par un quadripoint.
|                             |               |       |
| Saint-Béat (Saint-Béat-Lez) | Lez           | Boutx |
| Arlos                       | Argut-Dessous |       |

### Hydrographie
La commune est longée par la Garonne dans sa partie ouest.
Le ruisseau de Lez traverse la commune.

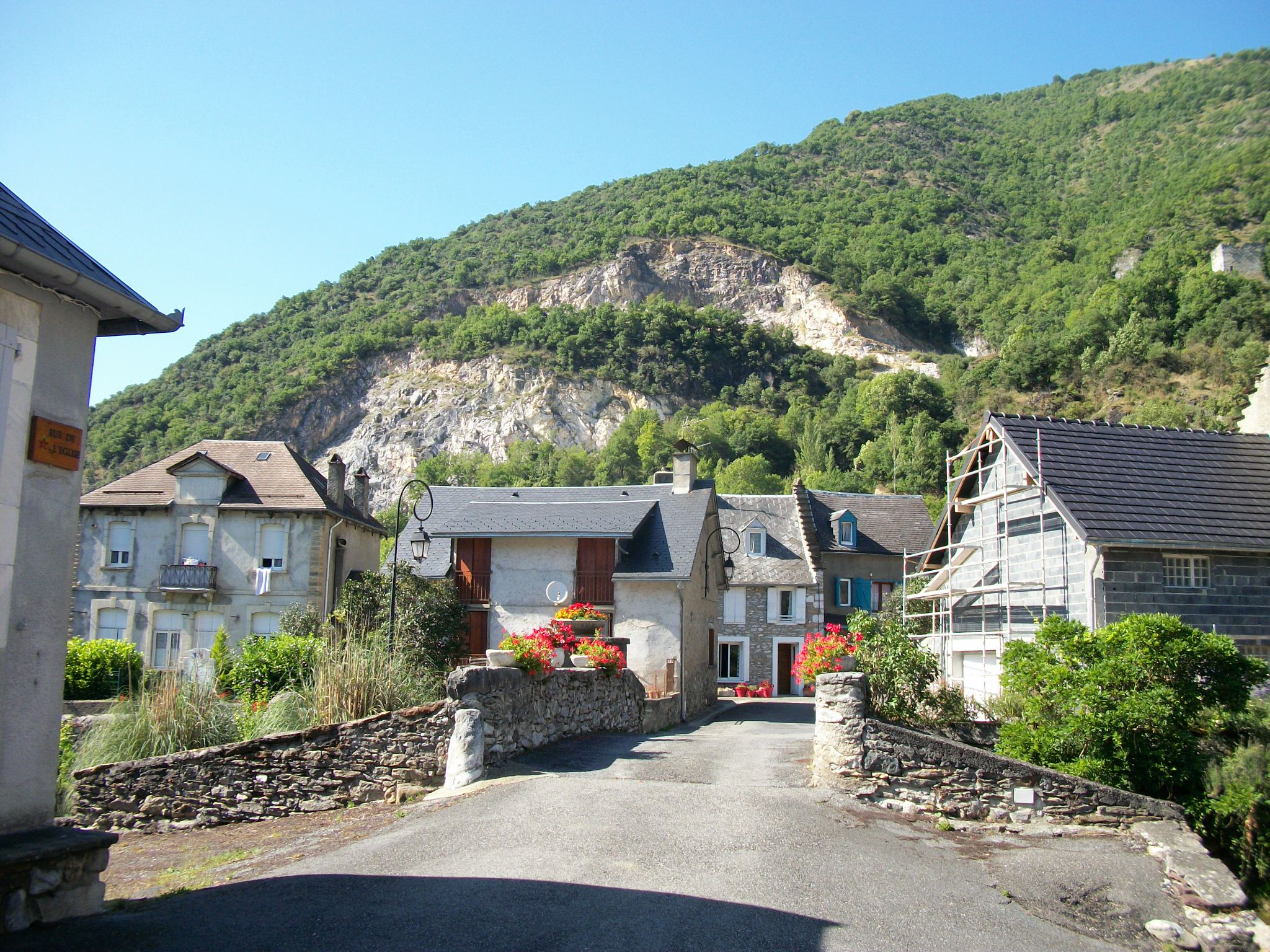
Pont sur le ruisseau de Lez
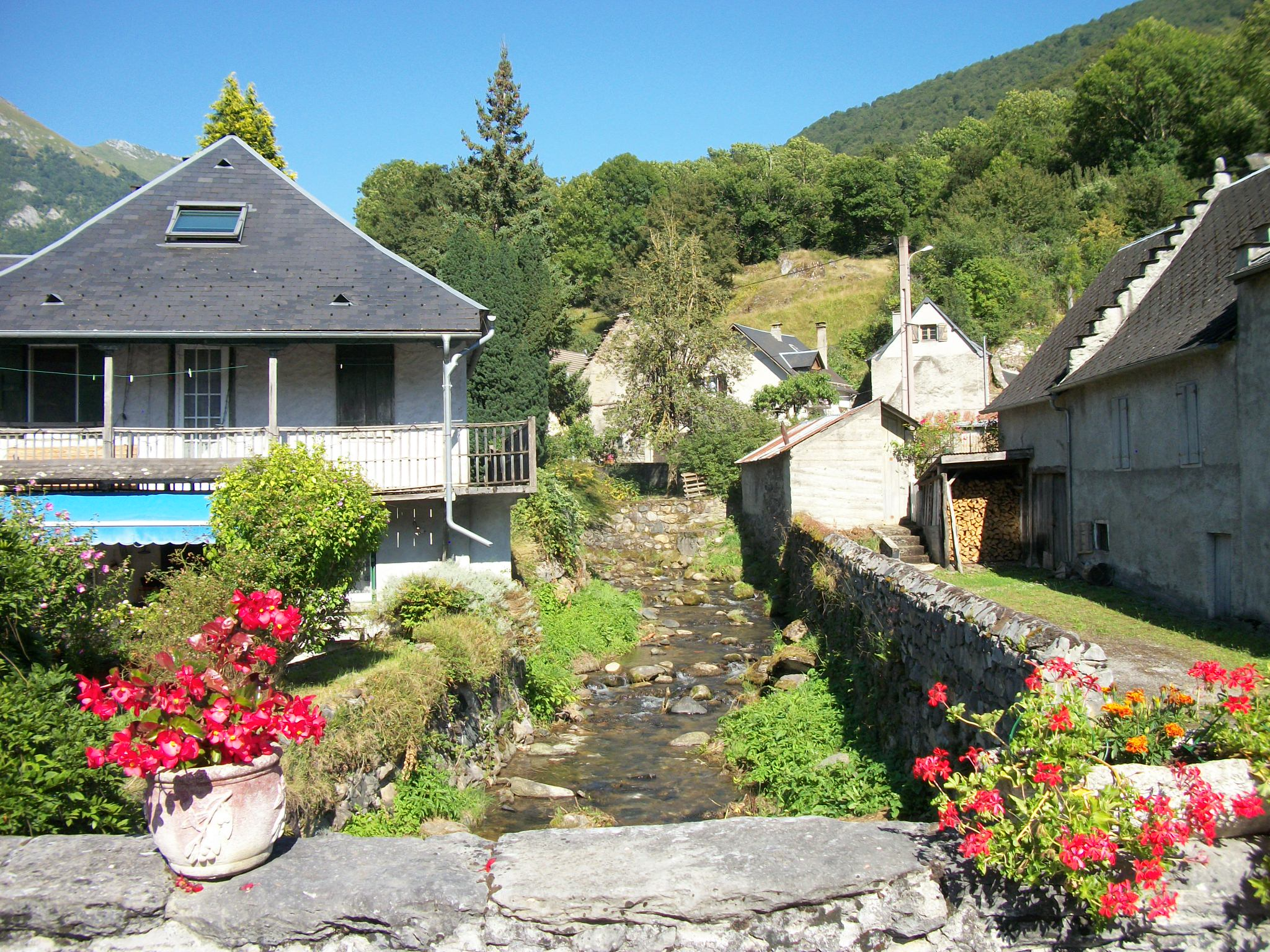
Le ruisseau de Lez en amont
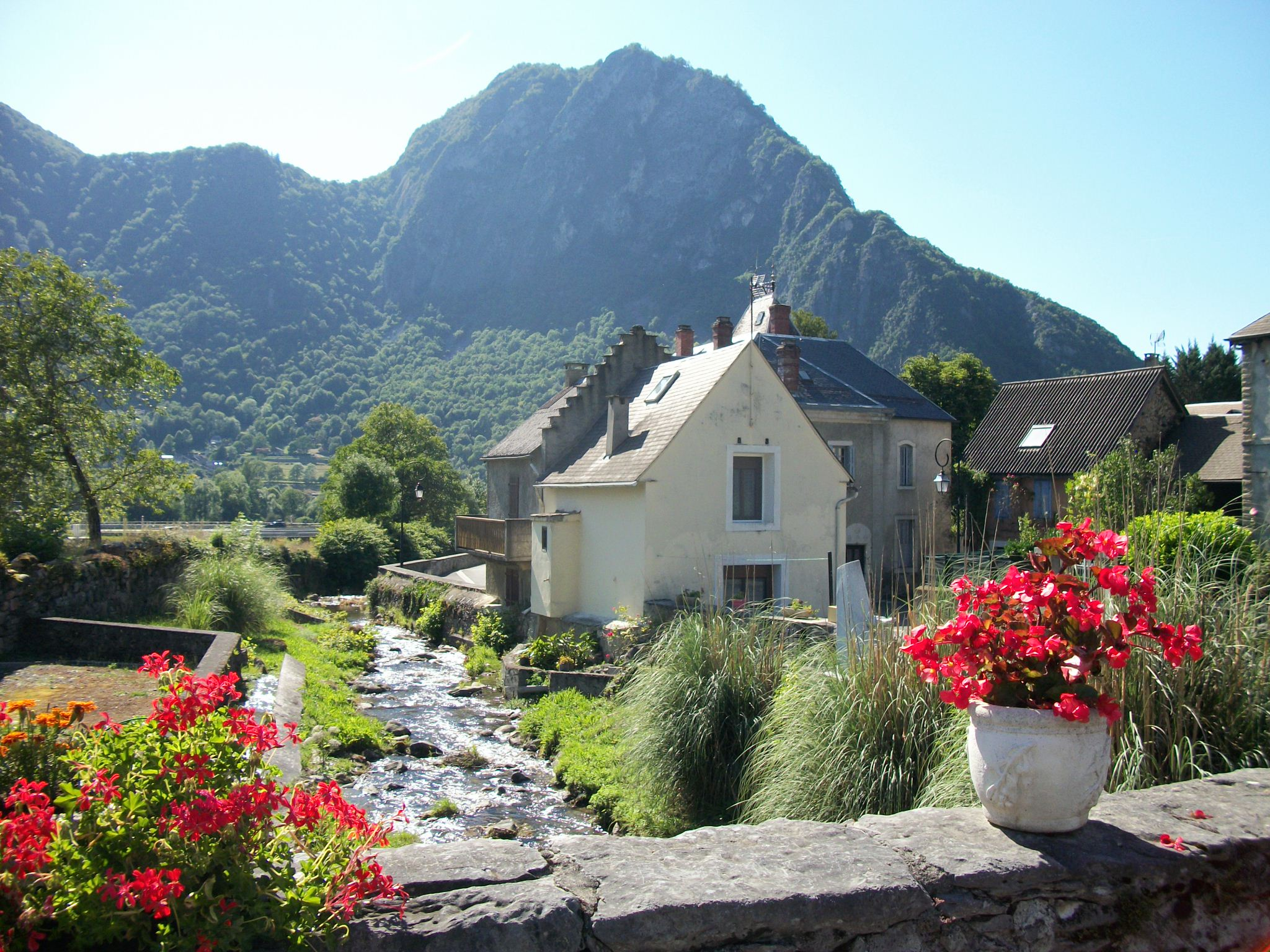
Le ruisseau de Lez en aval

### Géologie et relief
La superficie de la commune est de 260 hectares. Son altitude minimale, 499 mètres, se situe là où la Garonne quitte la commune pour entrer sur celle de Saint-Béat. L'altitude maximale, 1 180 (ou 1 181) mètres, est atteinte au sud-est, au Rocher du Midi, en limite d'Argut-Dessus, commune associée à Boutx.

### Voies de communication et transports
Accès par l'autoroute A64 sortie no 17 puis la route nationale 125 et avec le réseau Arc-en-ciel ainsi qu'en gare de Gourdan-Polignan sur la ligne Toulouse - Bayonne.

## Toponymie
On a apparenté l'hydronyme Lez au basque 'leize' « gouffre, précipice ». À moins qu'il ne faille le rapprocher du gaulois "leto-",« gris ». 'Lez' ou 'Lèze' est en effet un nom fréquent de rivière (du Vaucluse à l'Ariège). Le rapprochement avec 'loze' « pierre », « escarpement » (de pierres grises ??, cf le mont Lozère) expliquant le passage de la pierre au cours d'eau. Le mot basque est peut-être un emprunt au gaulois, et en dépit des apparences, les deux explications peuvent se concilier et remonter à une origine unique (mais indéterminée)…

## Histoire
Son histoire est étroitement liée à celle de Saint-Béat sa grande voisine de la rive droite de la Garonne.
Le 1er janvier 2019, elle fusionne avec Saint-Béat pour constituer la commune nouvelle de Saint-Béat-Lez dont la création est actée par un arrêté préfectoral du 30 avril 2018.

## Politique et administration

### Rattachements administratifs et électoraux
Commune faisant partie de la huitième circonscription de la Haute-Garonne, de la communauté de communes Cagire-Garonne-Salat et du canton de Bagnères-de-Luchon (avant le redécoupage départemental de 2014, Lez faisait partie de l'ex-canton de Saint-Béat) et avant le 1er janvier 2017 elle faisait partie de la communauté de communes du canton de Saint-Béat.

### Liste des maires
| Période                                  | Période | Identité      | Étiquette | Qualité      |
| ---------------------------------------- | ------- | ------------- | --------- | ------------ |
| 1992                                     | 2018    | Marie Crouzet | DVG       | Agricultrice |
| Les données manquantes sont à compléter. |         |               |           |              |

## Population et société

### Démographie
L'évolution du nombre d'habitants est connue à travers les recensements de la population effectués dans la commune depuis 1793. Pour les communes de moins de 10 000 habitants, une enquête de recensement portant sur toute la population est réalisée tous les cinq ans, les populations de référence des années intermédiaires étant quant à elles estimées par interpolation ou extrapolation. Pour la commune, le premier recensement exhaustif entrant dans le cadre du nouveau dispositif a été réalisé en 2005.

En 2016, la commune comptait 59 habitants, en évolution de −4,84 % par rapport à 2010 (Haute-Garonne : +8,02 %, France hors Mayotte : +2,11 %).
| 1793 | 1800 | 1806 | 1821 | 1831 | 1836 | 1841 | 1846 | 1851 |
| ---- | ---- | ---- | ---- | ---- | ---- | ---- | ---- | ---- |
| 264  | 215  | 212  | 288  | 313  | 303  | 306  | 290  | 265  |

| 1856 | 1861 | 1866 | 1872 | 1876 | 1881 | 1886 | 1891 | 1896 |
| ---- | ---- | ---- | ---- | ---- | ---- | ---- | ---- | ---- |
| 242  | 227  | 239  | 225  | 210  | 189  | 188  | 172  | 169  |

| 1901 | 1906 | 1911 | 1921 | 1926 | 1931 | 1936 | 1946 | 1954 |
| ---- | ---- | ---- | ---- | ---- | ---- | ---- | ---- | ---- |
| 175  | 181  | 169  | 123  | 129  | 117  | 118  | 94   | 101  |

| 1962 | 1968 | 1975 | 1982 | 1990 | 1999 | 2005 | 2006 | 2010 |
| ---- | ---- | ---- | ---- | ---- | ---- | ---- | ---- | ---- |
| 135  | 154  | 110  | 75   | 72   | 67   | 61   | 60   | 62   |

| 2015 | 2016 | - | - | - | - | - | - | - |
| ---- | ---- | - | - | - | - | - | - | - |
| 59   | 59   | - | - | - | - | - | - | - |

| selon la population municipale des années : | 1968 | 1975 | 1982 | 1990 | 1999 | 2006 | 2009 | 2013 |
| Rang de la commune dans le département      | 288  | 378  | 510  | 514  | 521  | 536  | 537  | 542  |
| Nombre de communes du département           | 592  | 582  | 586  | 588  | 588  | 588  | 589  | 589  |

### Économie
La commune est classée en zone montagne et possède une seule exploitation agricole, en 2012.
Une carrière y exploite du marbre dit de Saint-Béat.

### Enseignement
Lez fait partie de l'académie de Toulouse.

### Activités sportives
Chasse, randonnée pédestre,

## Culture locale et patrimoine

### Lieux et monuments
- La brèche romaine, ancienne carrière de marbre, est partagée entre Lez et la commune voisine de Saint-Béat.
- Tour à signaux au nord du village.

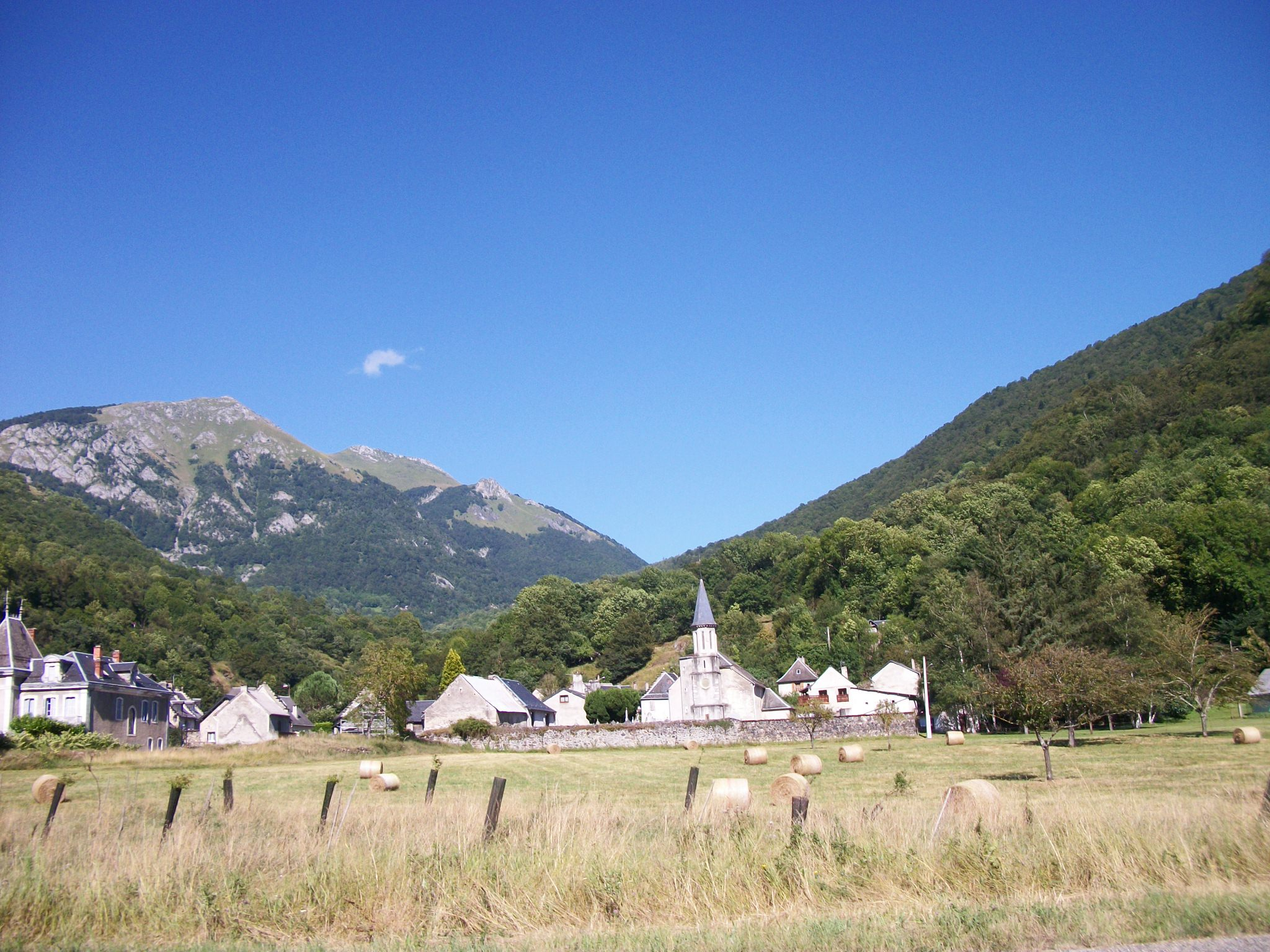
Le village de Lez
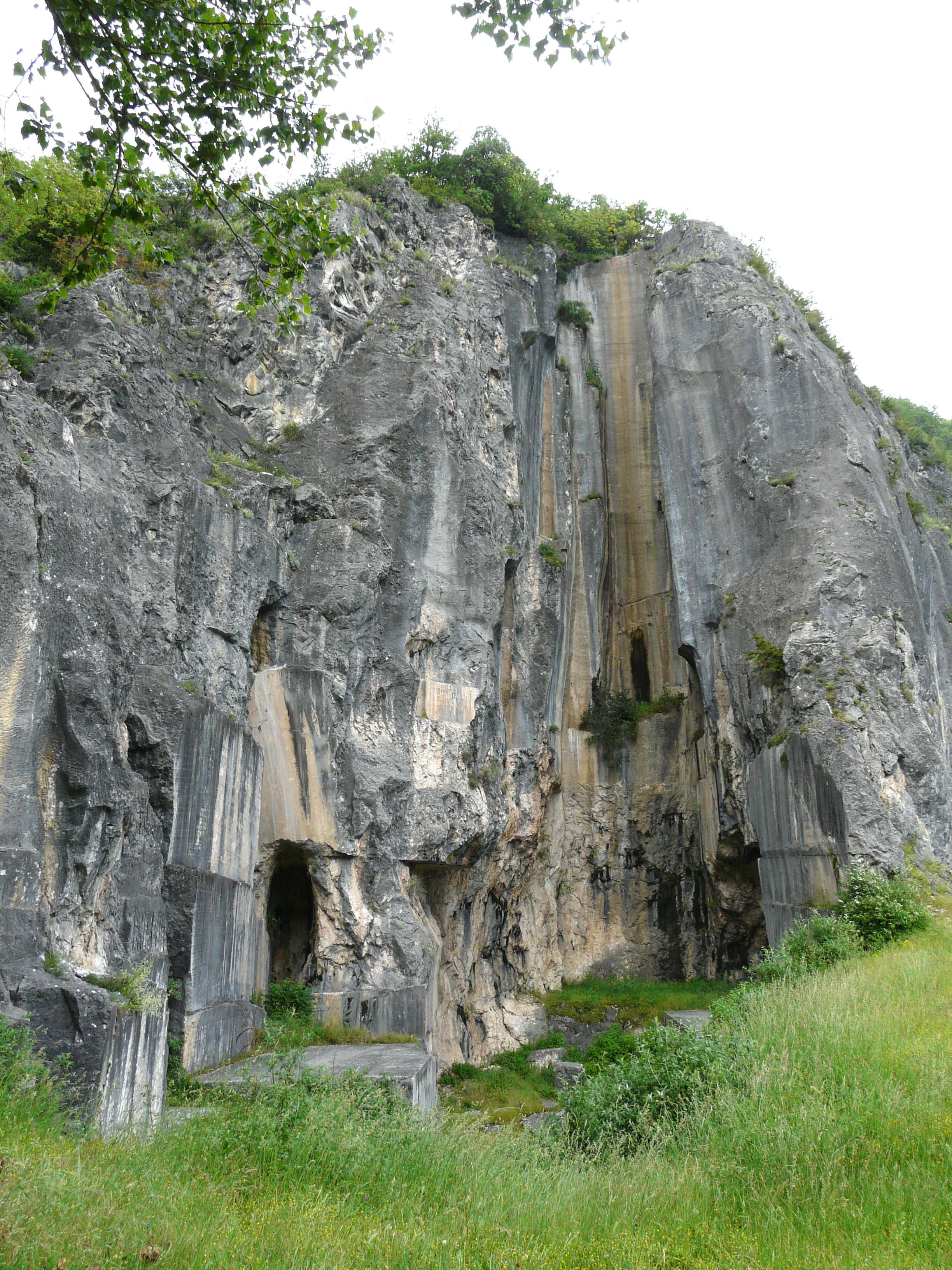
La brèche romaine.
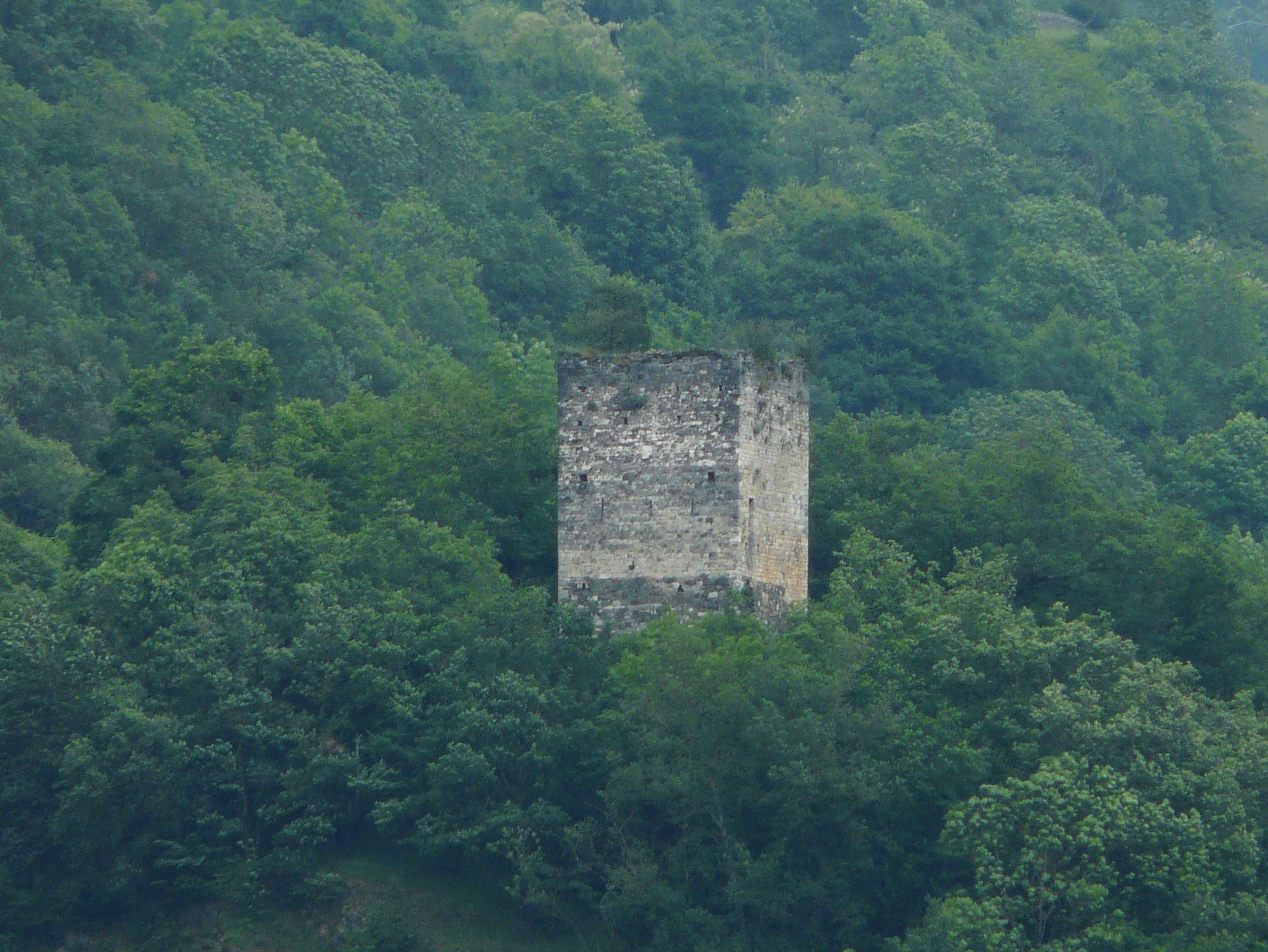
La tour à signaux.
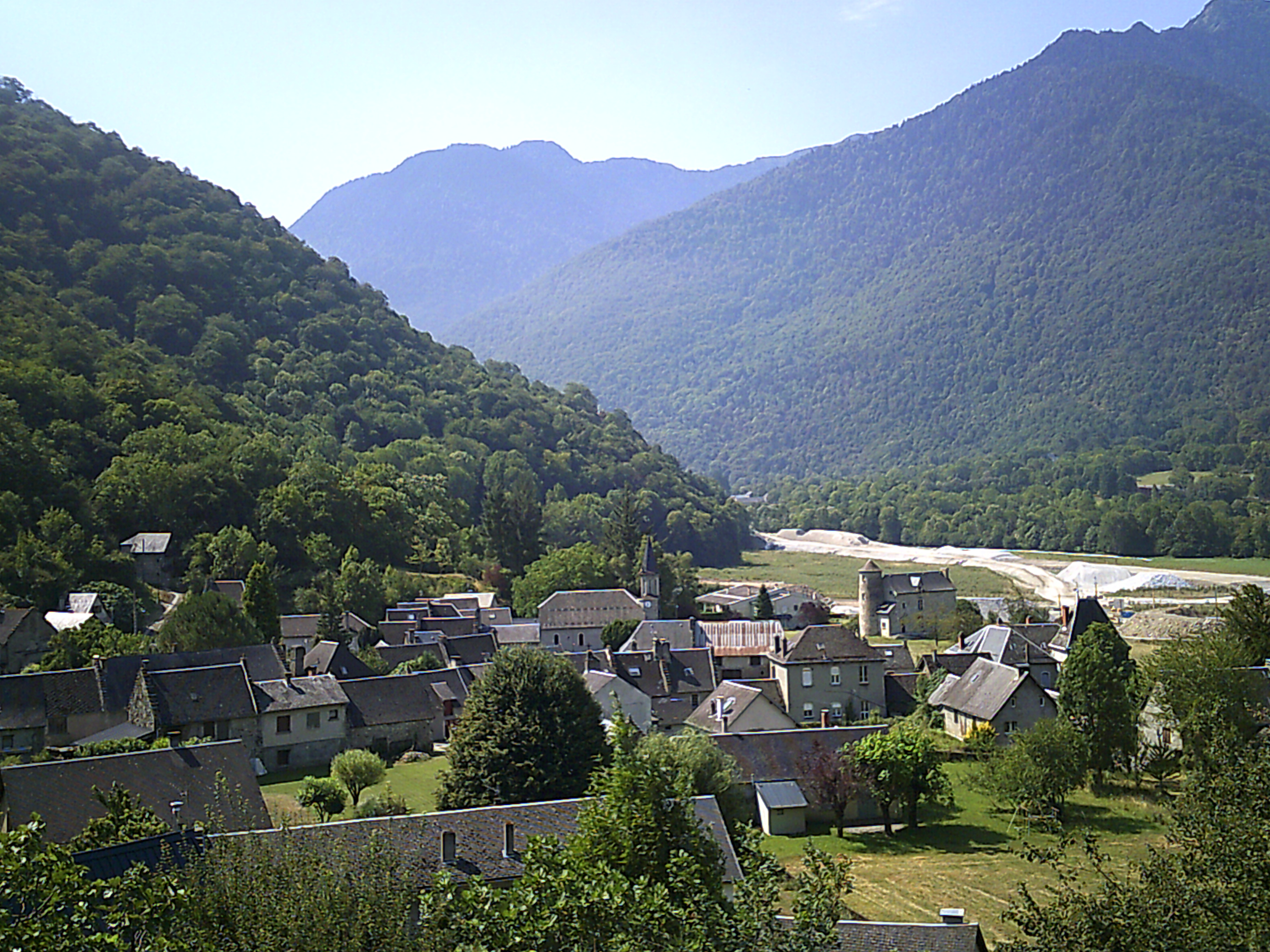
Vue générale du village depuis la route du col de Menté.

- Église de l'Assomption.
- Monument aux morts.
- Un manoir.
- Fontaine et abreuvoir.
- Lavoir.
- Sculpture en marbre blanc d'une montagne où un cours d'eau descend et arrose le village (les mains)

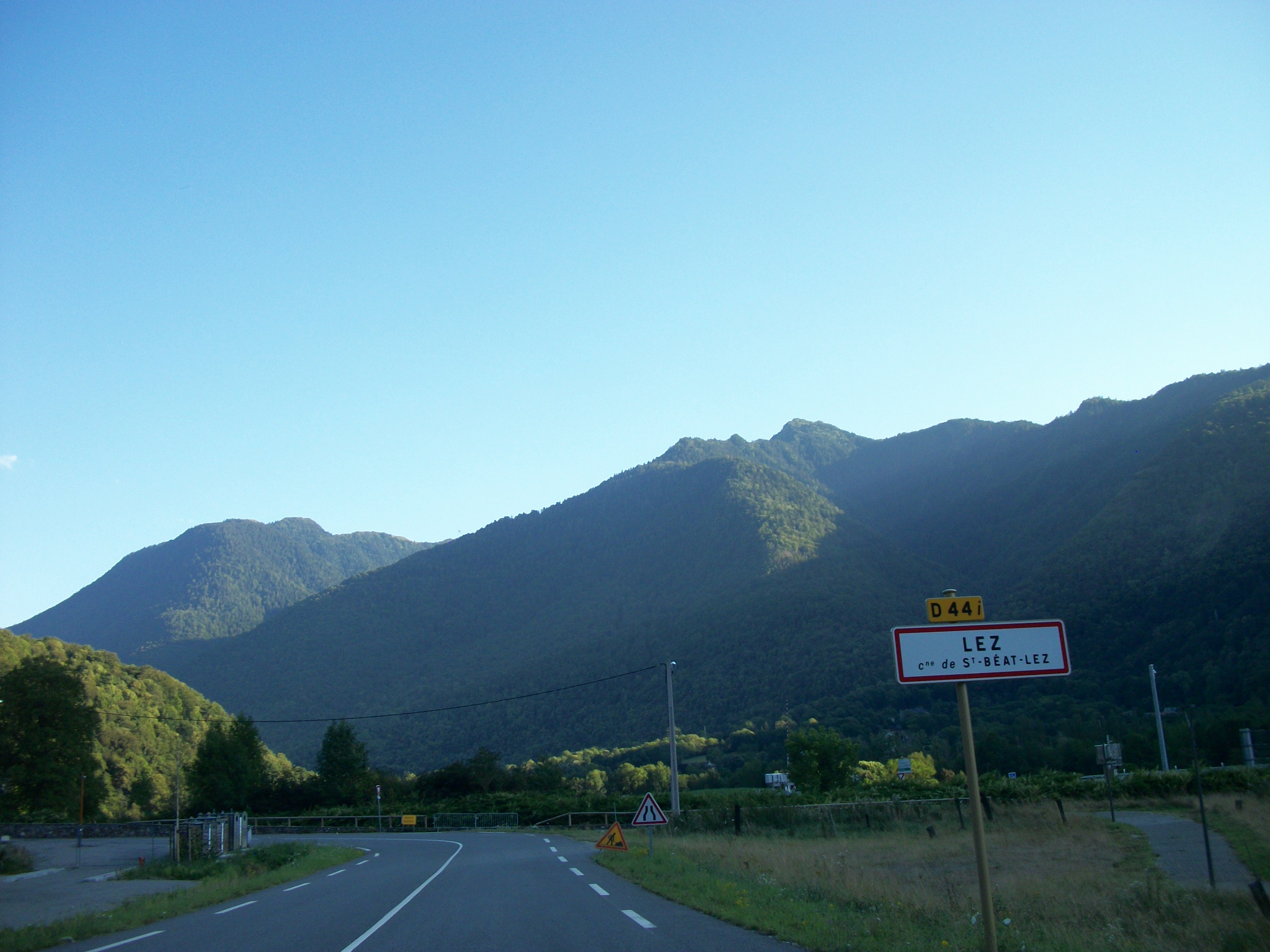
Entrée du village en venant de Saint-Béat
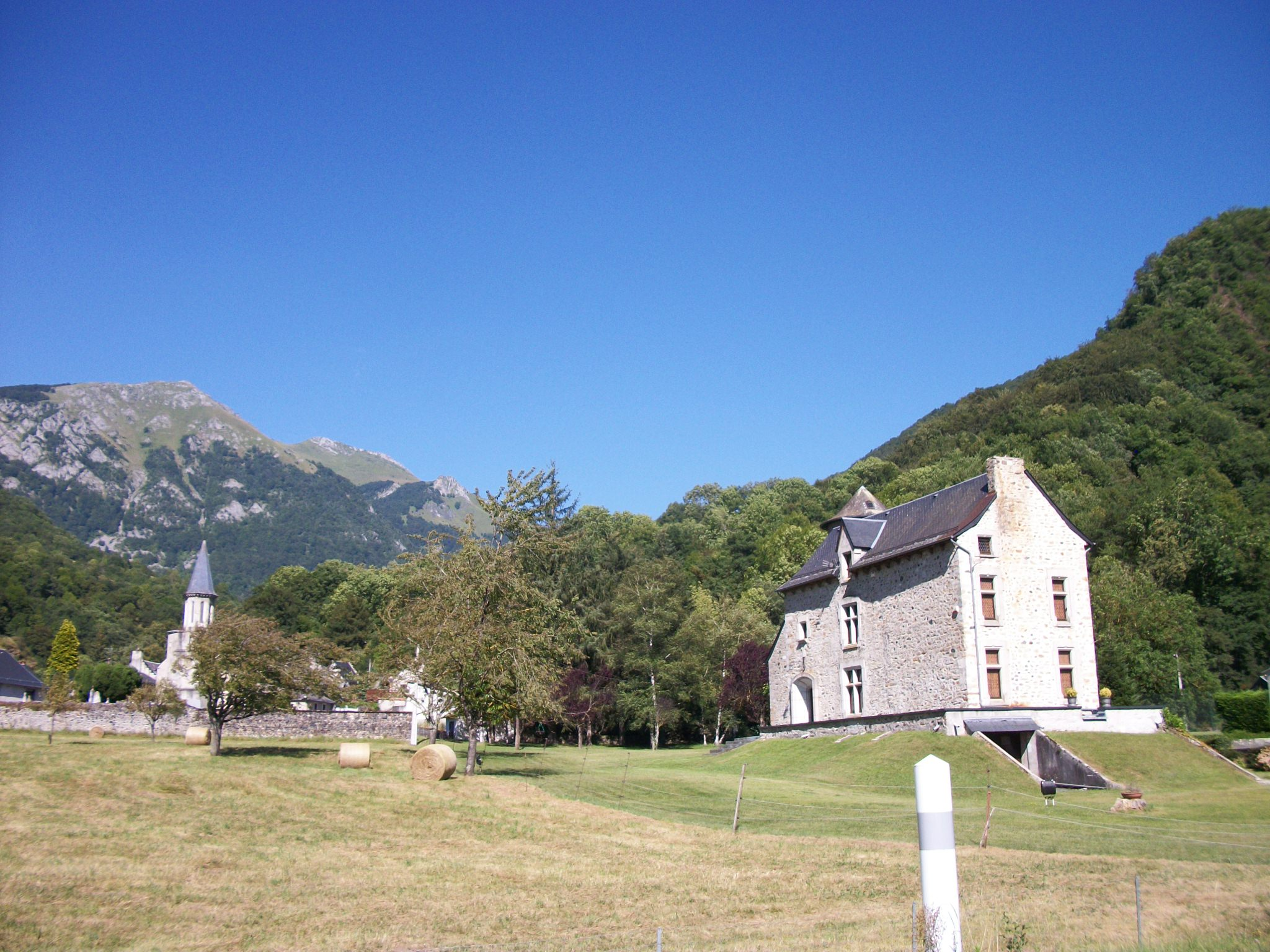
L'église et le manoir
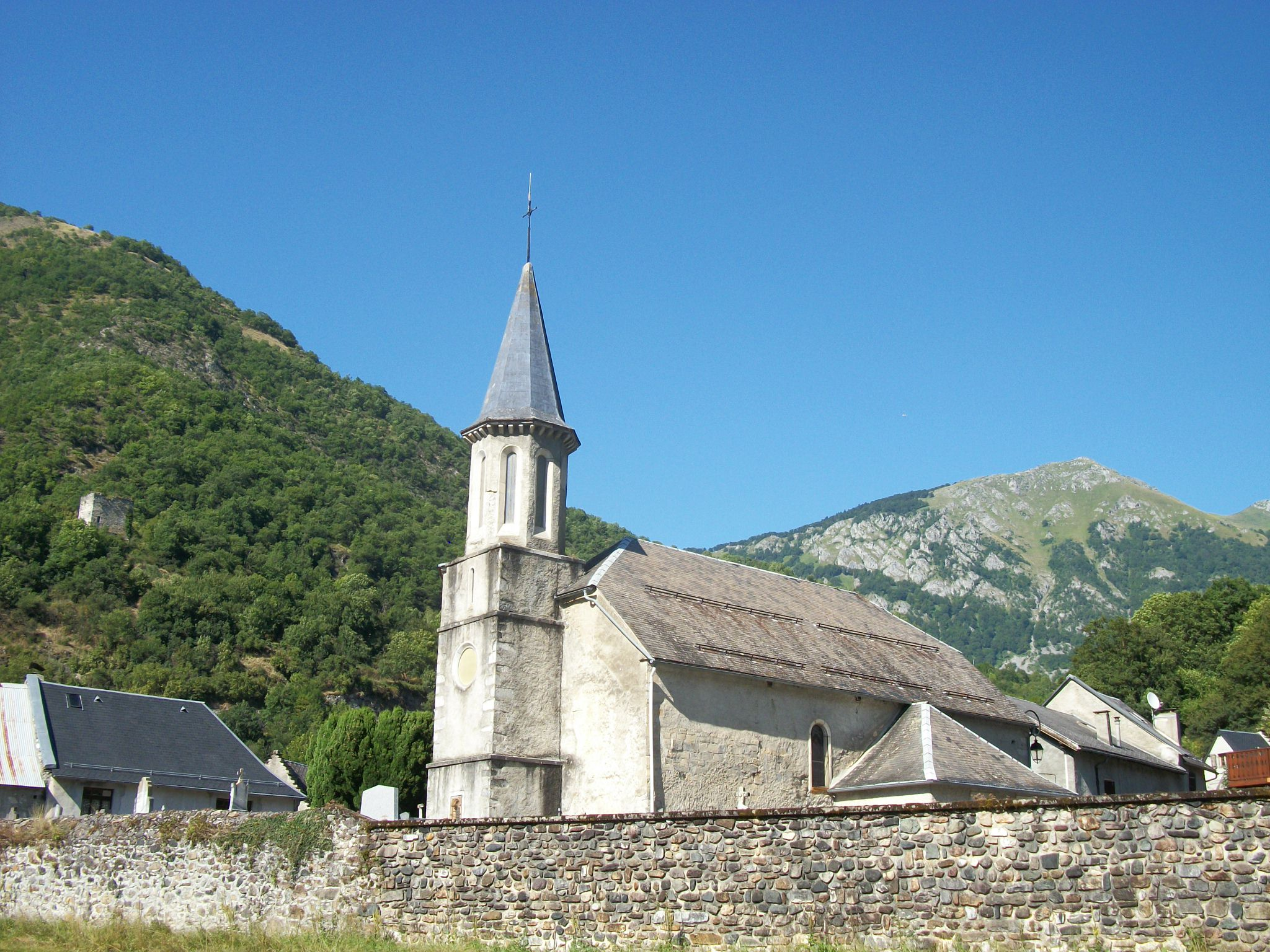
L'église de l'Assomption
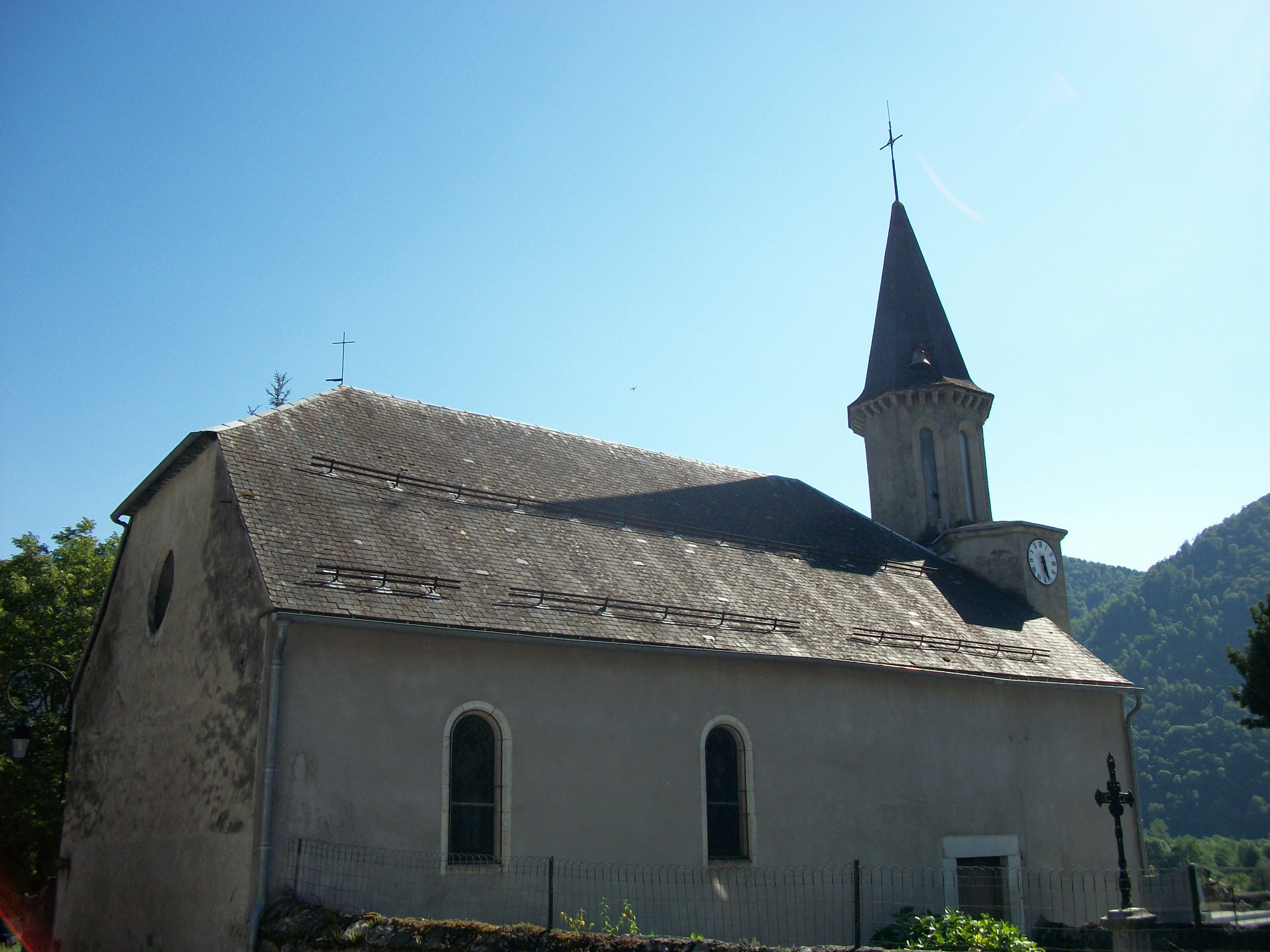
Le chevet et le clocher de l'église
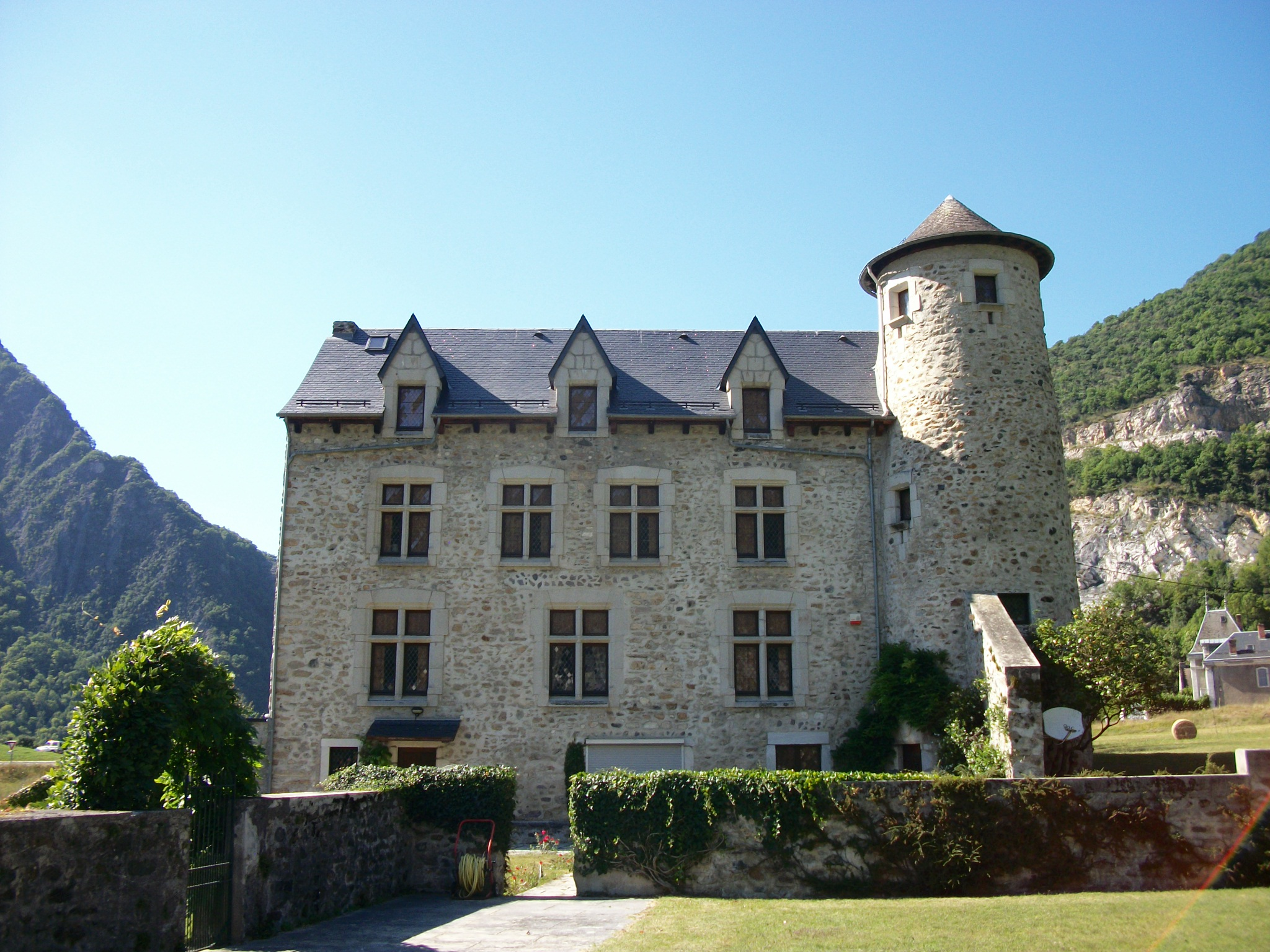
Un manoir
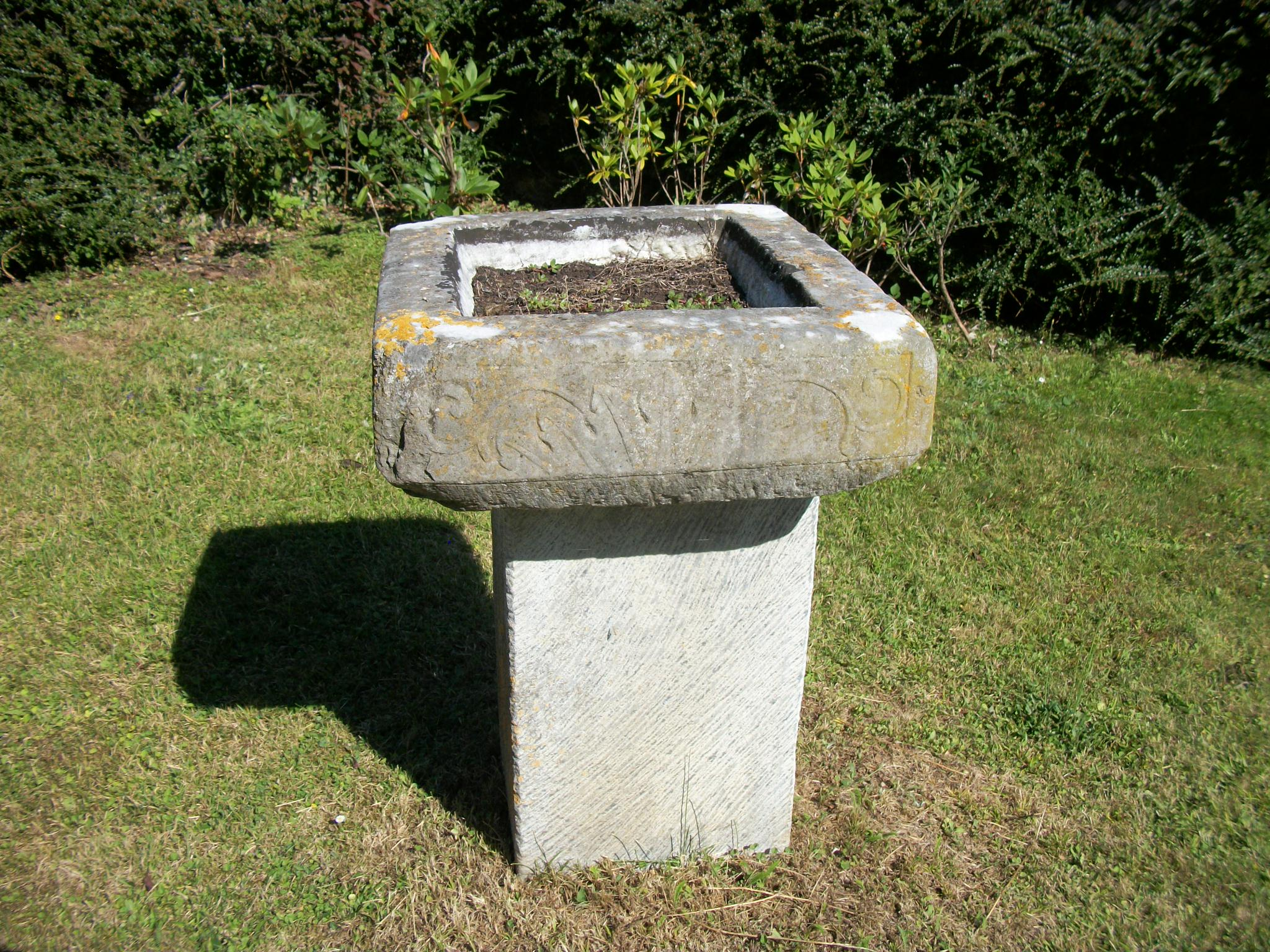
Dans le jardin du manoir, une ancienne cuve baptismale ou bénitier en marbre gris sculpté avec des décors de végétaux
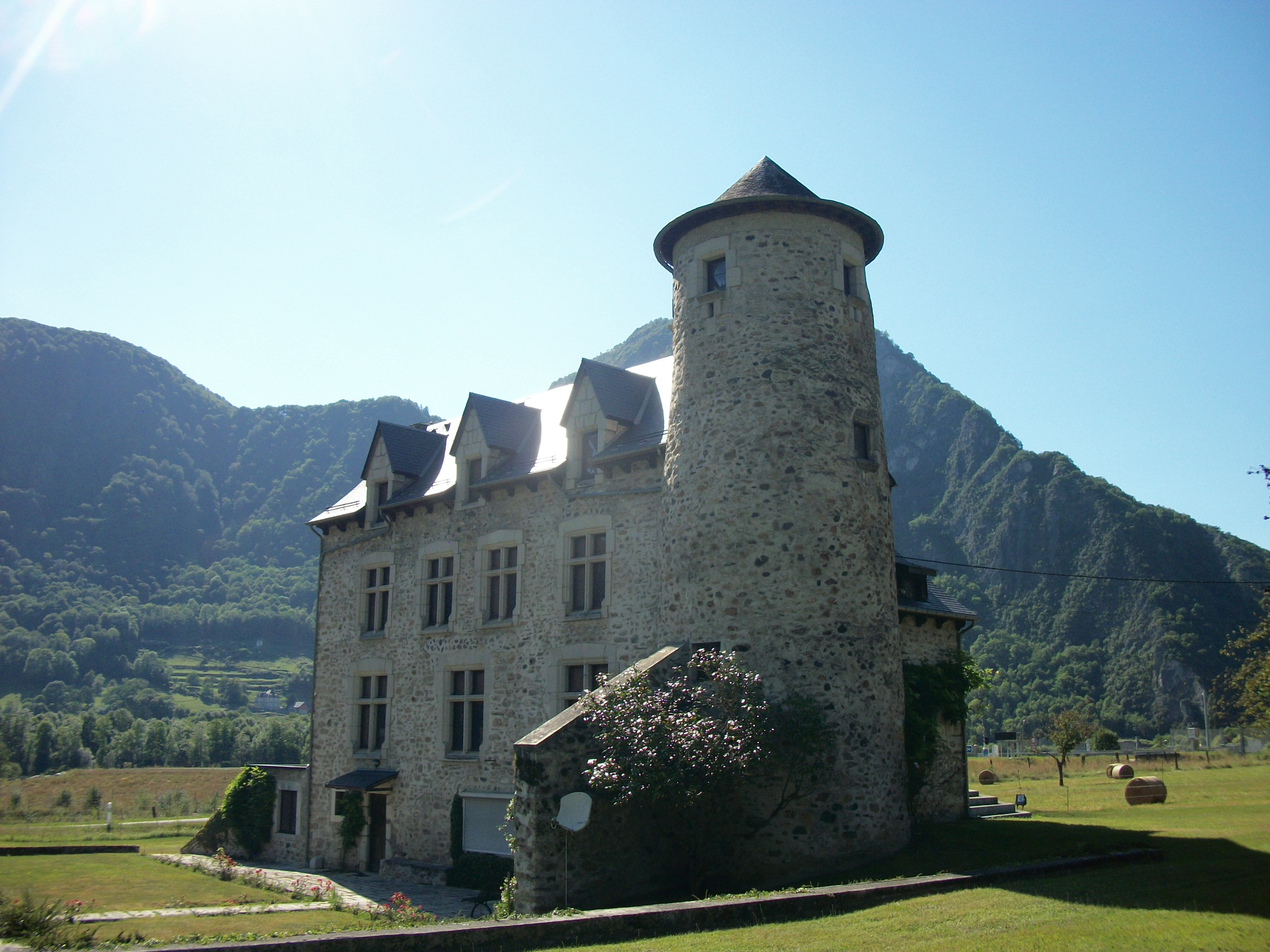
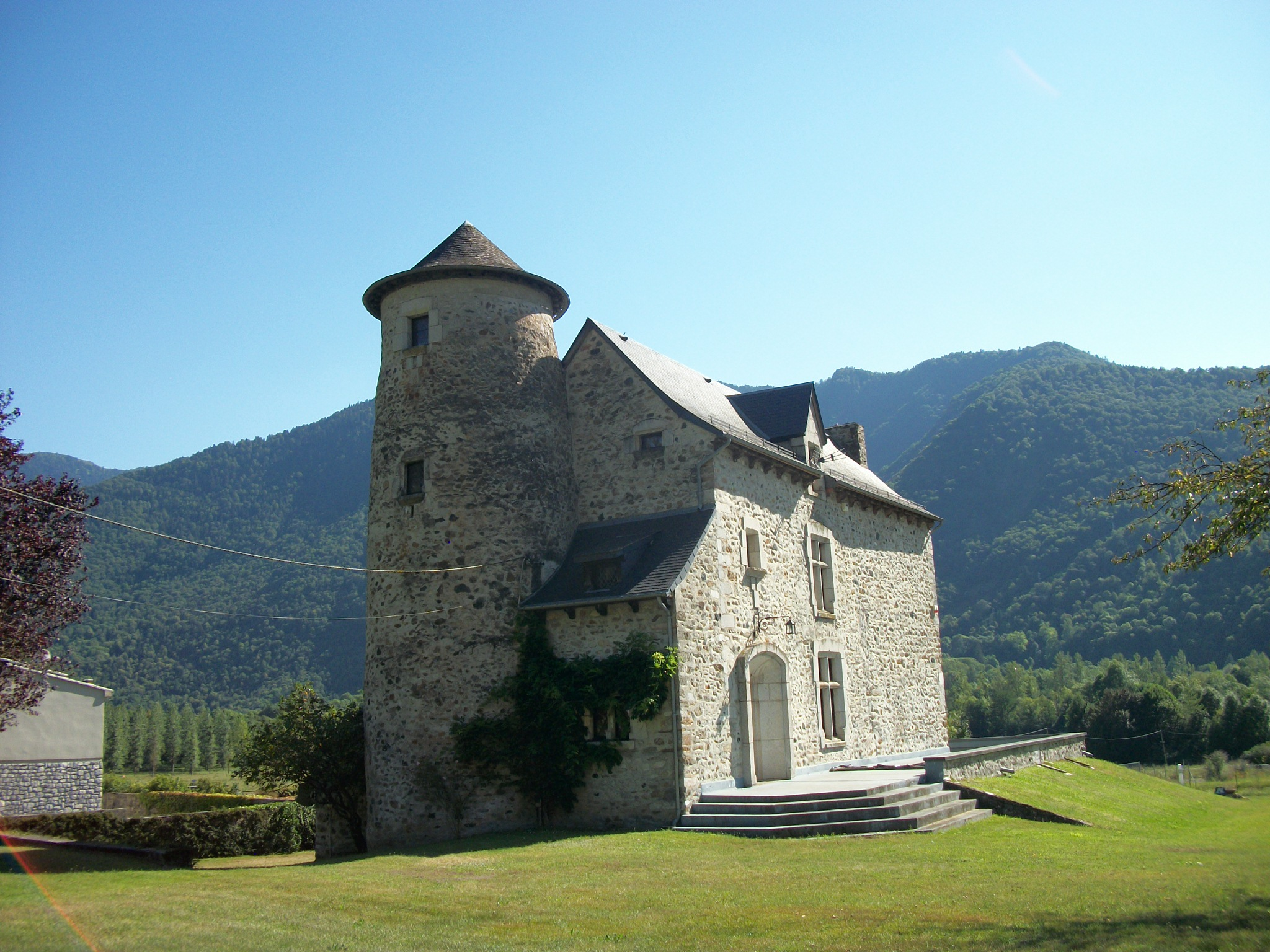
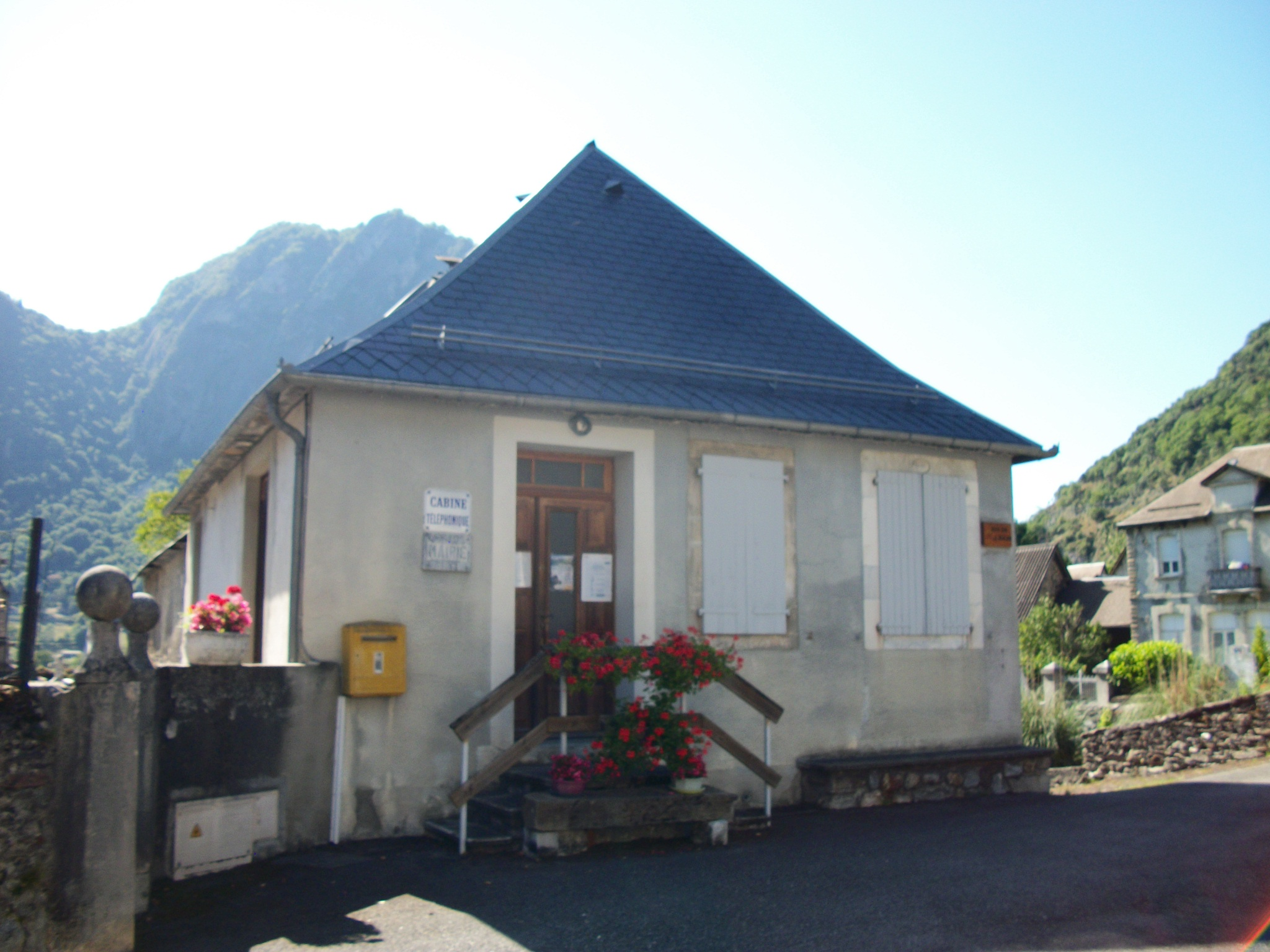
L'ancienne mairie
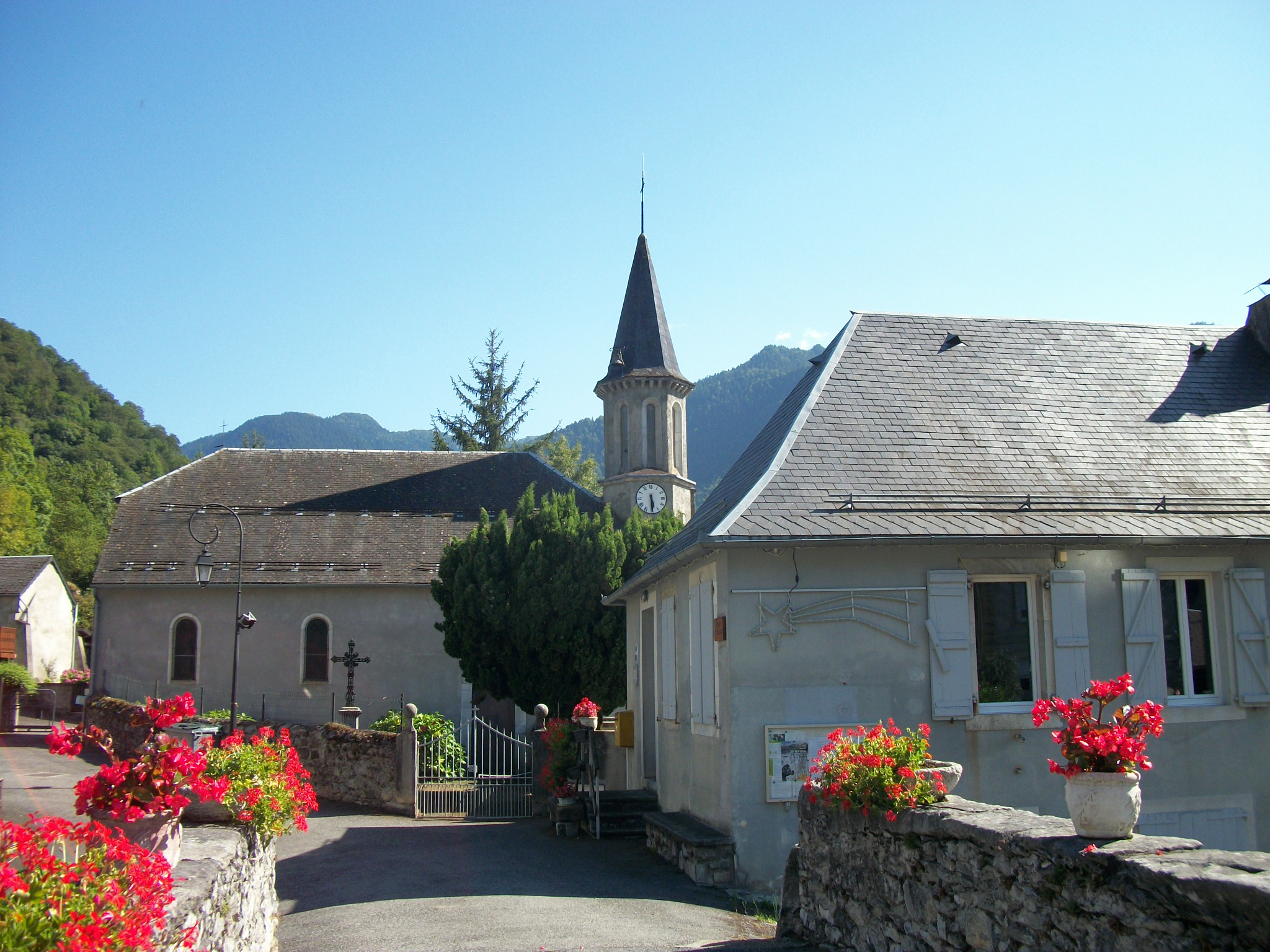
L'ancienne mairie et l'église
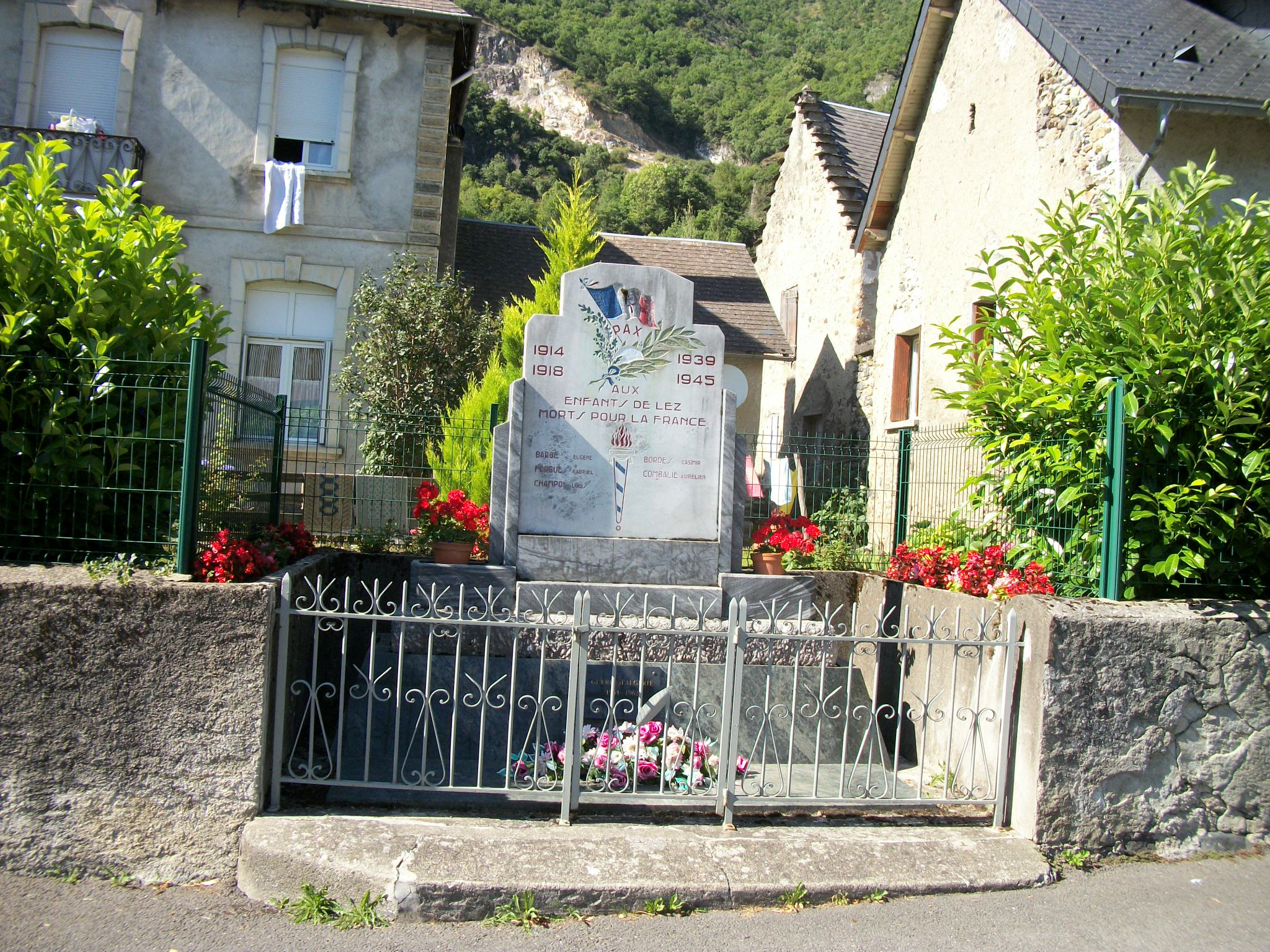
Monument aux morts
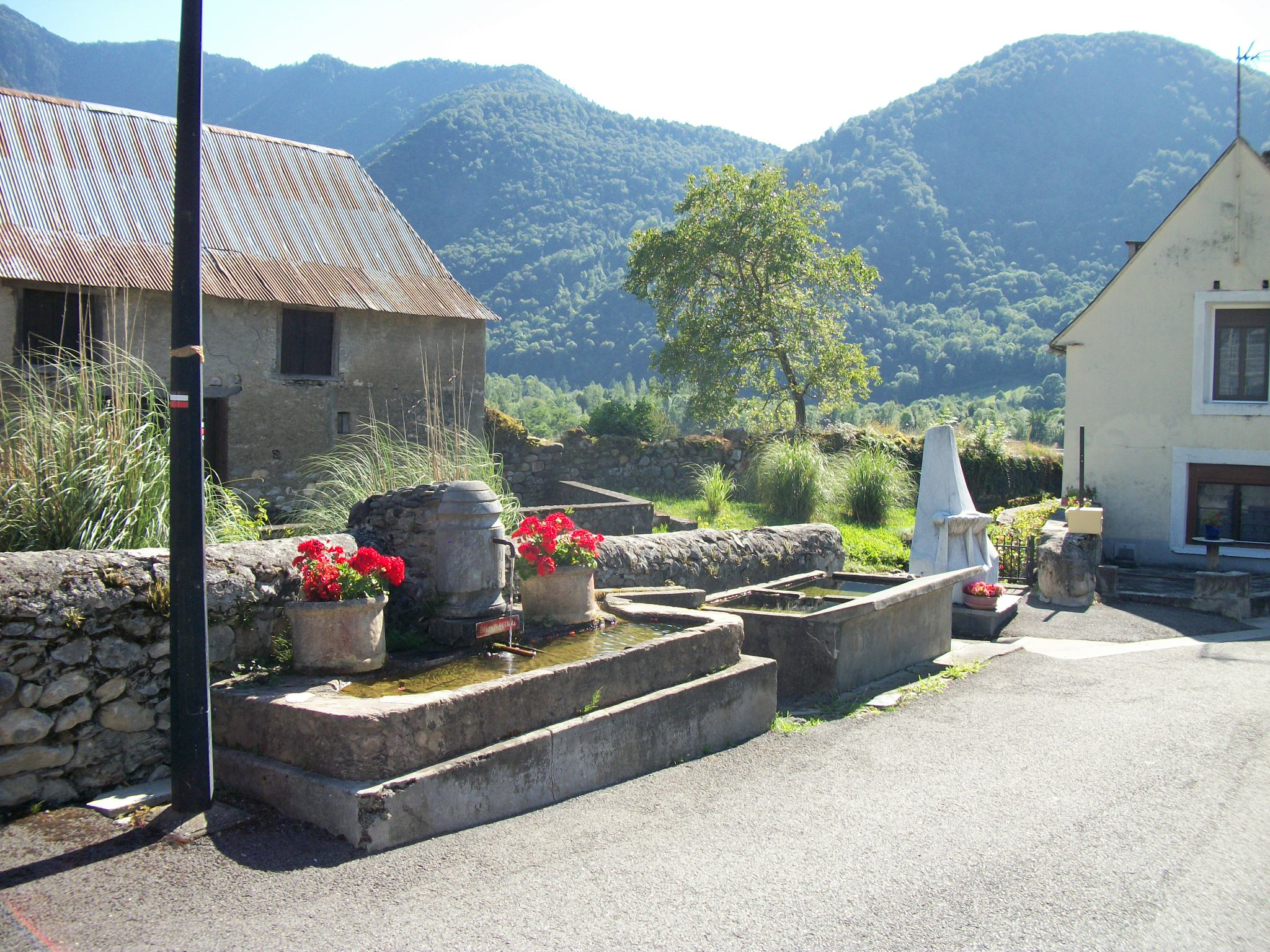
Une fontaine abreuvoir et un lavoir
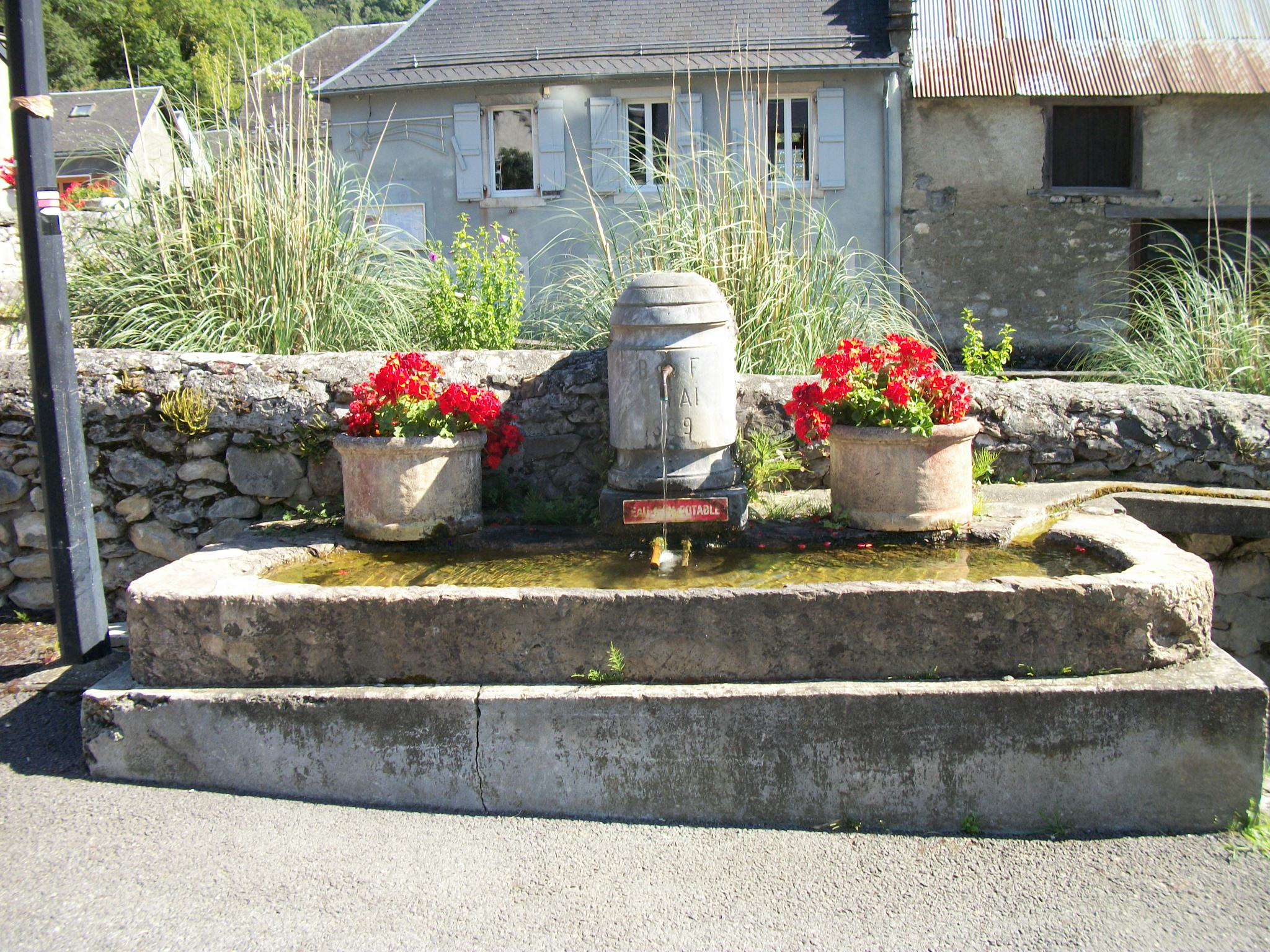
La fontaine abreuvoir construite en 1889
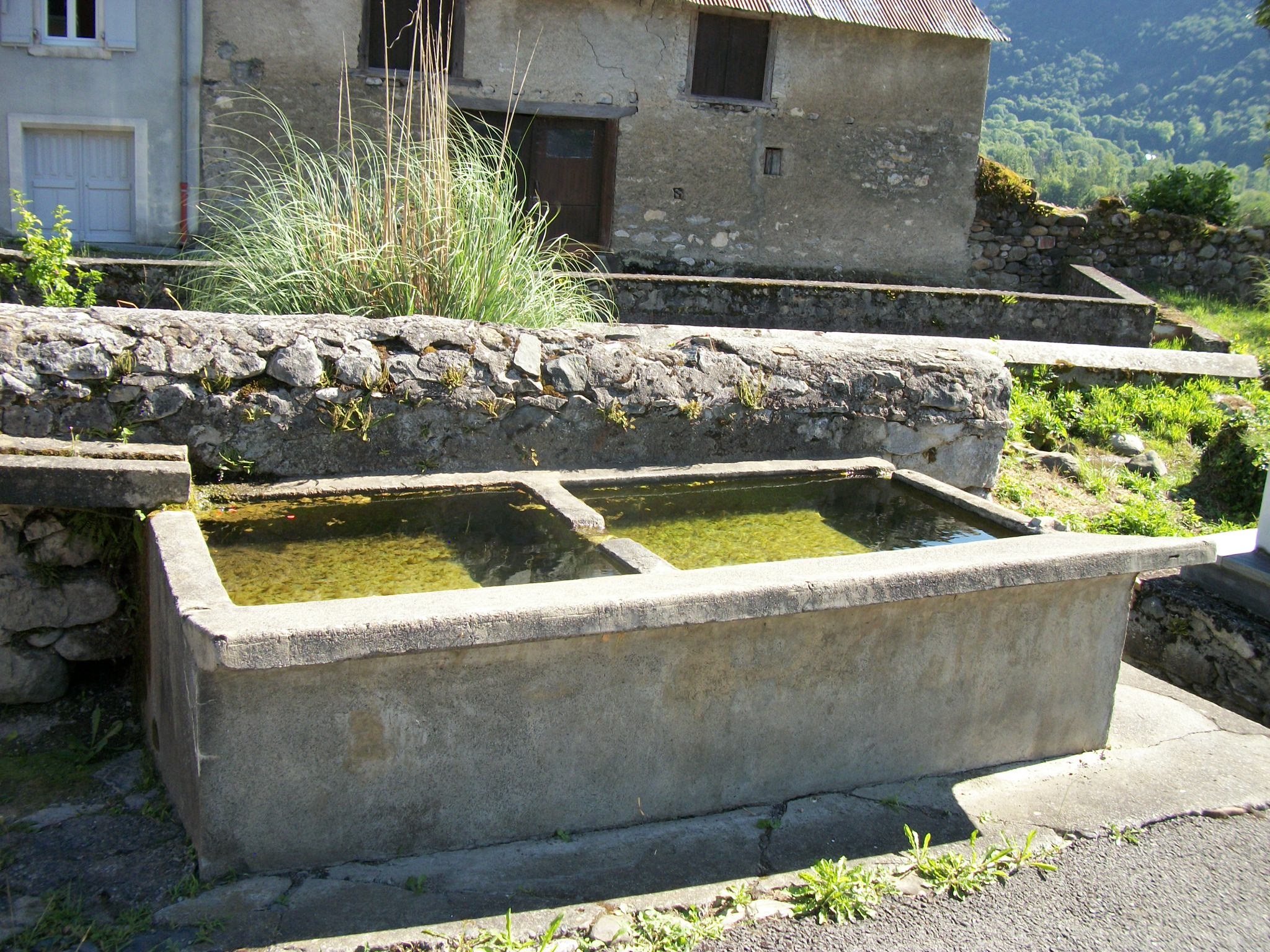
Le lavoir
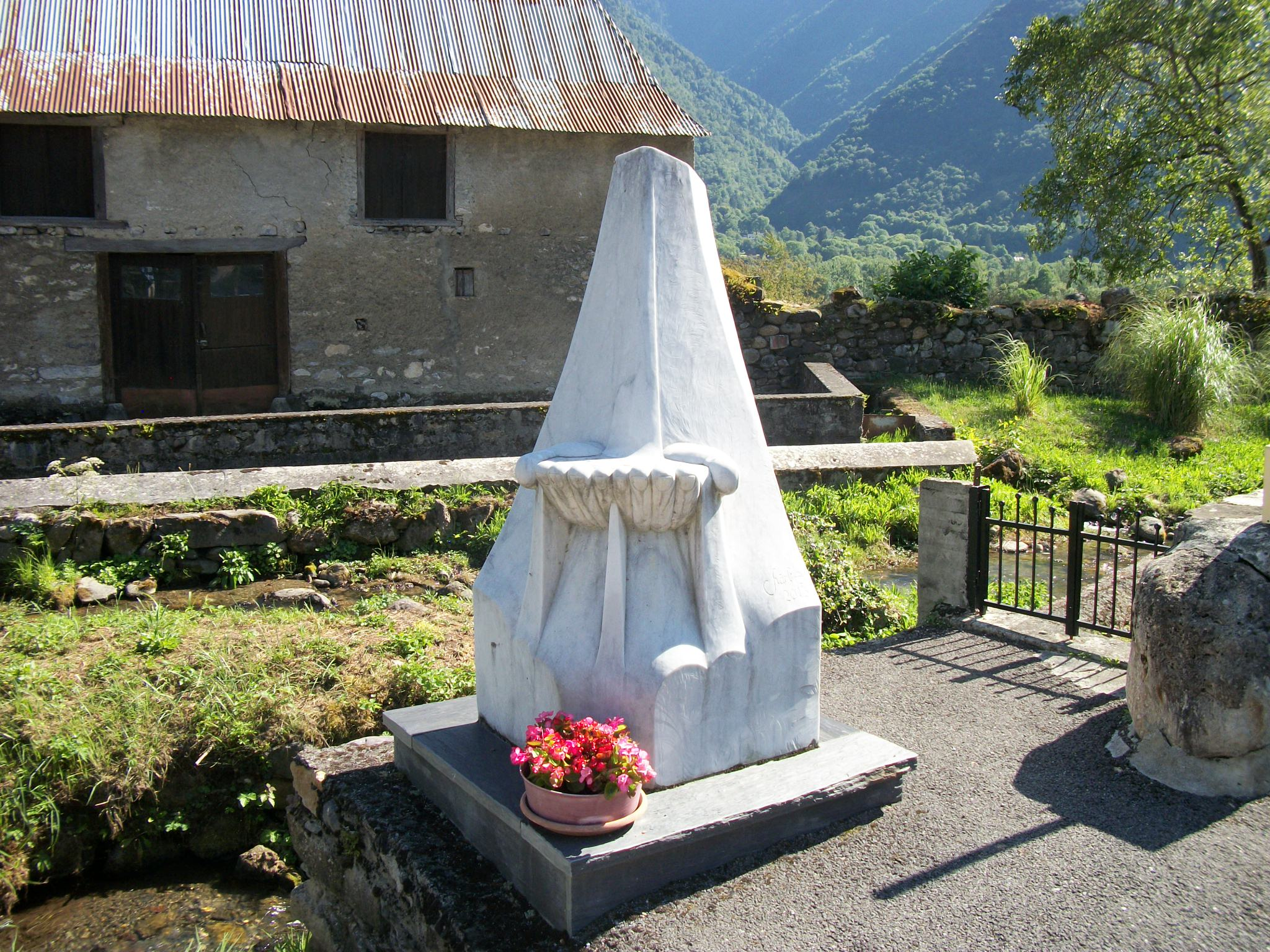
Sculpture en marbre blanc
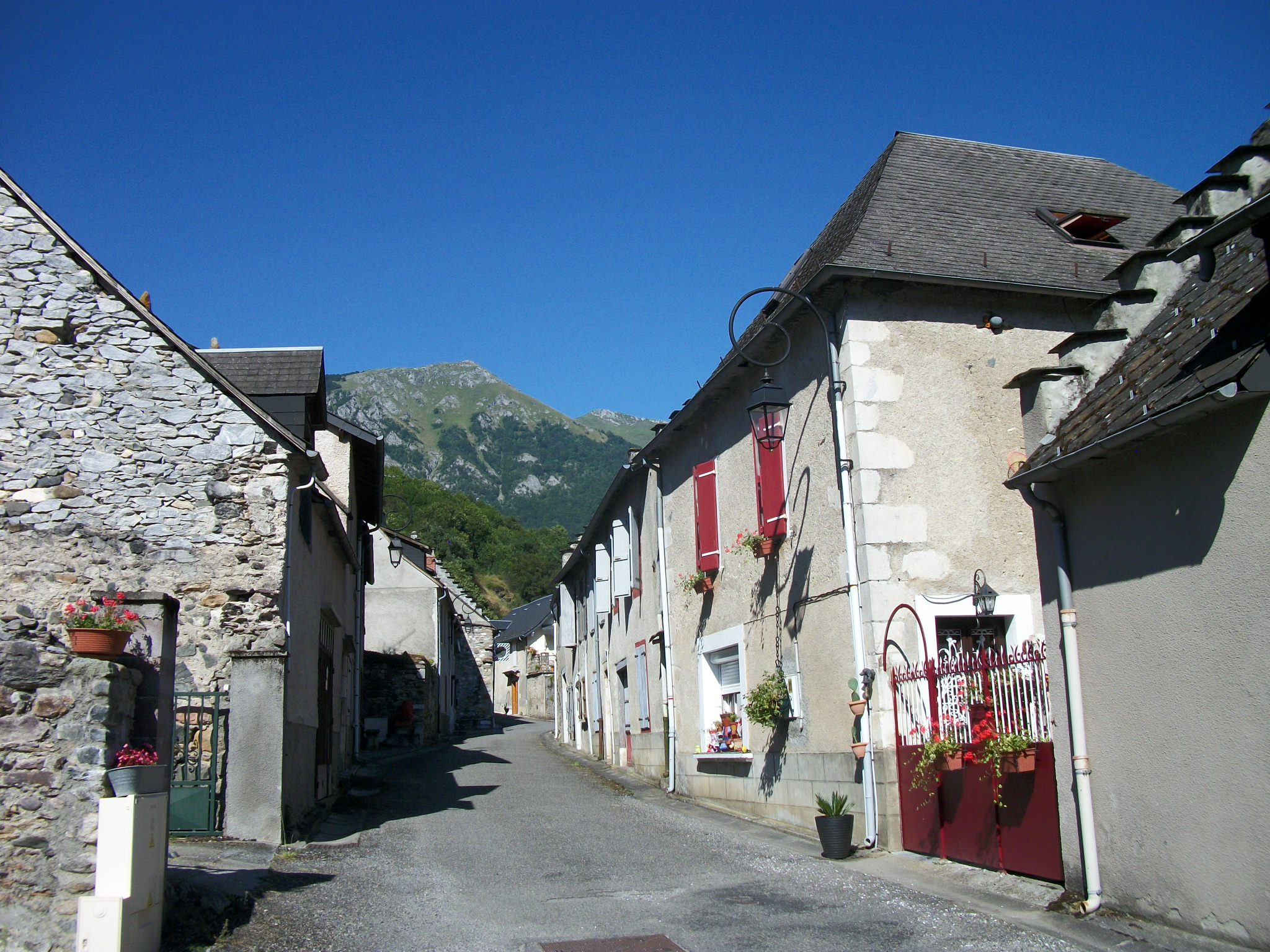
Une rue du village

## Pour approfondir